# Lucas Eriksson
Lucas Eriksson (ur. 10 kwietnia 1996 w Gånghester och Målsryd) – szwedzki kolarz szosowy.
Kolarzem jest również jego brat, Jacob Eriksson.

## Osiągnięcia
Opracowano na podstawie:

2013
- 1. miejsce w klasyfikacji górskiej Trofeo Karlsberg

2014
- 1. miejsce na 3. etapie Wyścigu Pokoju Juniorów
- 2. miejsce w mistrzostwach Szwecji juniorów (jazda indywidualna na czas)
- 1. miejsce w klasyfikacji górskiej GP Général Patton

2018
- 1. miejsce w mistrzostwach Szwecji (start wspólny)

2019
- 1. miejsce w mistrzostwach Szwecji (start wspólny)

2020
- 3. miejsce w mistrzostwach Szwecji (start wspólny)

2021
- 3. miejsce w mistrzostwach Szwecji (start wspólny)
- 3. miejsce w Lillehammer GP
- 1. miejsce w Circuit des Ardennes
  - 1. miejsce na 1. etapie

2022
- 1. miejsce w Kreiz Breizh Elites
- 1. miejsce w mistrzostwach Szwecji (start wspólny)

## Rankingi
| Rok             | 2015 | 2016  | 2017  | 2018 | 2019 | 2020 | 2021 | 2022 | 2023 | 2024 |
| --------------- | ---- | ----- | ----- | ---- | ---- | ---- | ---- | ---- | ---- | ---- |
| World Ranking   |      | 1847. | 1719. | 324. | 435. | 512. | 259. | 339. | 406. | 959. |
| UCI Europe Tour | 897. | 1275. | 1210. | 165. | 345. | 420. | 220. | 271. | -    | -    |
| UCI Asia Tour   | -    | 566.  | -     | -    |      |      |      |      |      |      |
|                 |      |       |       |      |      |      |      |      |      |      |
| Źródło: UCI     |      |       |       |      |      |      |      |      |      |      |